# Condado de Jefferson (Montana)
El condado de Jefferson (en inglés: Jefferson County), fundado en 1864, es uno de los 56 condados del estado estadounidense de Montana. En el año 2000 tenía una población de 10.049 habitantes con una densidad poblacional de 2 personas por km². La sede del condado es Boulder.

## Geografía
Según la Oficina del Censo, el condado tiene un área total de 4297 km² (1659,1 mi²), de la cual 4292 km² (1657,1 mi²) es tierra y 5 km² (1,9 mi²) (0.13%) es agua.

### Condados adyacentes
- Condado de Lewis and Clark - norte
- Condado de Broadwater - este
- Condado de Gallatin - sureste
- Condado de Madison - sur
- Condado de Silver Bow - oeste
- Condado de Deer Lodge - oeste
- Condado de Powell - noroeste

## Carreteras
- Interestatal 90
- Interestatal 15
- U.S. Highway 12
- U.S. Highway 287
- Carretera Estatal de Montana 2
- Carretera Estatal de Montana 41
- Carretera Estatal de Montana 55
- Carretera Estatal de Montana 69

## Demografía
En el 2000 la renta per cápita promedia del condado era de $41,506, y el ingreso promedio para una familia era de $48,912. En 2000 los hombres tenían un ingreso per cápita de $34,753 versus $25,011 para las mujeres. El ingreso per cápita para el condado era de $18,250. Alrededor del 9.00% de la población estaba bajo el umbral de pobreza nacional.

## Comunidades

### Pueblos
- Boulder
- Whitehall

### Lugares designados por el censo
- Basin
- Cardwell
- Clancy
- Jefferson City
- Montana City

### Despoblado
- Elkhorn